# 1-Pentanol
1-Pentanol eller n-pentanol är en primär alkohol med formeln C5H11OH. Det är en av åtta isomerer av pentanol.

## Framställning
Pentanol kan framställas genom destillation av finkelolja.
Kemiskt ren 1-pentanol framställs genom hydrolys av 1-klorpentan.

## Användning
1-Pentanol används för framställning av estrar som pentylbutanoat och pentylacetat som används som syntetiska smakämnen. Det används också som lösningsmedel.
För att reducera beroendet av fossila bränslen utvärderas metoder för att kostnadseffektivt producera pentanol för att användas som biobränsle.